# Heinrich Hoffmann (Marineoffizier)
Heinrich Hoffmann (* 17. August 1910 in Bottrop; † 29. Januar 1998 in Wehden) war ein deutscher Marineoffizier, zuletzt Kapitän zur See der Bundesmarine. Im Zweiten Weltkrieg wurde er mit dem Eichenlaub zum Ritterkreuz des Eisernen Kreuzes ausgezeichnet.

## Militärische Laufbahn

### Zwischenkriegsjahre
Heinrich Hoffmann trat im Jahre 1928 in die Reichsmarine ein und durchlief zunächst die Mannschaftsdienstränge. Er diente auf Torpedobooten und erhielt seine seemännische Ausbildung auf dem Segelschulschiff Niobe. 1933 wurde er zum Bootsmannsmaat befördert und bald darauf zum Offiziersanwärter „aus der Truppe“ berufen. Am 1. Januar 1936 erfolgte seine Beförderung zum Leutnant zur See. Danach diente er zunächst auf dem Panzerschiff Admiral Graf Spee, dann wieder auf Torpedobooten.

### Zweiter Weltkrieg
Hoffmann war bei Beginn des Zweiten Weltkriegs Oberleutnant zur See und wurde am 1. Januar 1940 Kapitänleutnant. Nachdem er zwei Monate den Kommandanten des Torpedoboots T 5 vertreten hatte, wurde er im Mai 1940 Kommandant des Torpedoboots T 11. Im Oktober 1941 übernahm er das Torpedoboot Greif, wechselte dann aber bereits im Dezember 1941 auf dessen Schwesterboot Falke. Am 17. Oktober 1942 erhielt er das Kommando über das an diesem Tage in Dienst gestellte Flottentorpedoboot T 24.
Am 1. Oktober 1943 wurde Hoffmann zum Korvettenkapitän befördert und zum Chef der 5. Torpedoboots-Flottille ernannt. Die Flottille bestand aus den Booten T 24, Greif, Möwe, Kondor, Falke und Jaguar; im April 1944 kam T 28 als neues Führerboot hinzu und ersetzte T 24. Die Flottille versah Sicherungs-, Geleit- und Minendienst im Ärmelkanal und an der französischen Westküste. In der Nacht vom 23. zum 24. Mai 1944, beim Marsch der Flottille von Cherbourg nach Le Havre, wurde die Greif durch eine britische Fliegerbombe versenkt. Sie kollidierte dabei noch mit der Falke, die daraufhin in Le Havre drei Wochen in der Werft verbrachte.
Bei Beginn der Alliierten Invasion in der Normandie (Operation Neptune) am 6. Juni 1944 hatte Hoffmann somit nur drei einsatzbereite Boote zur Verfügung. Nach Meldungen von der Normandieküste über Beschuss durch schwere Schiffsartillerie lief er auf Befehl des Marinegruppenkommandos West mit seinen drei Booten um 4:15 Uhr am Morgen des 6. Juni aus und traf eine Stunde später vor dem Sword Beach auf die beiden britischen Schlachtschiffe Warspite und Ramillies und begleitende kleinere Kriegsschiffe. Er entschloss sich zum sofortigen Angriff und ließ um 5:35 Uhr insgesamt 18 Torpedos abschießen. Die beiden Schlachtschiffe konnten ausweichen, aber der norwegische Zerstörer Svenner wurde mittschiffs getroffen und sank. Unterdessen wendeten Hoffmanns Boote und entkamen im Nebel.  Hoffmann erhielt am nächsten Tag das Ritterkreuz.
In den folgenden acht Nächten griffen seine Boote, ab dem 13. Juni auch wieder die Falke, die Invasionsflotte der Alliierten an oder sicherten Minenräumboote beim Minenlegen gegen feindliche Flugzeugangriffe. Dabei gab es durch Tieffliegerangriffe zahlreiche Tote und Verwundete. In der Nacht vom 14. zum 15. Juni 1944 wurde Hoffmanns 5. Torpedoboots-Flottille nahezu vollständig vernichtet. Fast 300 britische Lancaster-Bomber flogen in zwei Wellen einen schweren Luftangriff auf die Hafenanlagen von Le Havre. Möwe, Falke und Jaguar sanken nach mehrfachen Bombentreffern. Lediglich T 28 überstand die Nacht mit leichten Beschädigungen. Hoffmann erhielt am 11. Juli 1944 das Eichenlaub zum Ritterkreuz.
Von November 1944 bis Kriegsende war Hoffmann dann unter Vizeadmiral Hellmuth Heye, dem Kommandierenden Admiral der Kleinkampfverbände der Kriegsmarine, Kommandeur der Ausbildungsabteilung der Marinekleinkampfverbände in Kappeln, wo Kampfschwimmer, Kleinst-U-Boot-Fahrer, und Sprengbootfahrer ausgebildet wurden.

### Bundesmarine
Nach etwa zehn Jahren im Zivilleben, in denen er als Technischer Angestellter und dann Betriebsleiter eines kleinen Industriebetriebs und später als Prokurist einer Spedition tätig war, trat Hoffmann am 13. März 1956 in die Bundesmarine ein und wurde am gleichen Tag zum Fregattenkapitän befördert. Nach Dienst im Bundesministerium für Verteidigung (als Referent für Ausbildungs- und Organisationsfragen im Führungsstab der Marine) und kurzer Tätigkeit im Flottenkommando wurde er am 9. Mai 1960, bei gleichzeitiger Beförderung zum Kapitän zur See, zum Kommandeur des 2. Geleitgeschwaders ernannt. 1961 wurde er Kommandeur des 1. Zerstörergeschwaders, dem die drei ehemaligen US-Zerstörer der Fletcher-Klasse Zerstörer 1, Zerstörer 2 und Zerstörer 3 angehörten. Im April 1963 wurde er zum Kommandeur der Marineortungsschule in Bremerhaven ernannt. In dieser Dienststellung verblieb er bis zu seiner Pensionierung am 30. September 1968.

## Auszeichnungen
- Dienstauszeichnung IV. Klasse am 2. Oktober 1936
- Eisernes Kreuz (1939) 2. Klasse am 18. November 1939
- Zerstörer-Kriegsabzeichen am 13. Dezember 1940
- Eisernes Kreuz (1939) 1. Klasse am 6. Januar 1941
- Deutsches Kreuz in Gold am 6. August 1942
- Ritterkreuz des Eisernen Kreuzes am 7. Juni 1944
- Eichenlaub zum Ritterkreuz des Eisernen Kreuzes am 11. Juli 1944
- Verdienstkreuz 1. Klasse der Bundesrepublik Deutschland im Juli 1968